# Софія Марія Гессен-Дармштадтська
Софія Марія Гессен-Дармштадтська (нім. Sophie Marie von Hessen-Darmstadt), (1661—1712) — німецька шляхтянка, після шлюбу — єдина герцогиня Саксен-Айзенберзька; донька ландграфа Гессен-Дармштадтського Людвіга VI та Марії Єлизавети Гольштейн-Готторпської, дружина герцога Саксен-Ейзенберзького Крістіана.

## Біографія
Софія Марія народилась 7 травня 1661 року в Дармштадті молодшою донькою в родині Гессен-Дармштадтського ландграфа Людвіга VI та його першої дружини Марії Єлизавети Гольштейн-Готторпської. Дві наступні вагітності матері закінчилися невдало, під час останніх пологів вона померла. Софії тоді було чотири. Через півтора  року батько одружився знову і у дівчинки, окрім п'яти рідних братів і сестер, з'явилося восьмеро зведених.

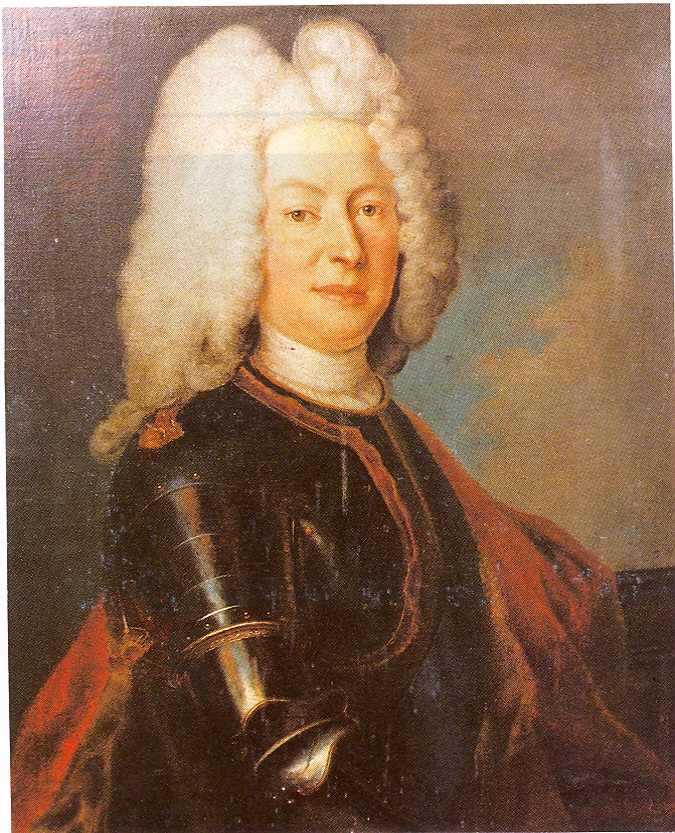
Портрет чоловіка

Старша сестра Софії Марії, Марія Єлизавета, була пошлюблена із Генріхом Саксонським, який разом із братами поділив у 1680 році землі Саксен-Гота-Альтенбургу на сім частин. У 19 років Софія Марія вступила в шлюб з молодшим братом свого зятя — Крістіаном, який по розділу земель став герцогом Саксен-Айзенберзьким. Наречений був старшим від неї на 8 років і мав маленьку доньку від попереднього шлюбу. Перша дружина Крістіана померла після пологів.
Герцогиню характеризували як дуже працьовиту домогосподарку. Особливу схильність вона мала до прядіння.
Шлюб Софії Марії та Крістіана виявився бездітним. Герцог помер 1707 року. Його брати та їх нащадки розв'язали воєнну боротьбу за володіння територією Саксен-Айзенбергу.
Софія Марія пішла з життя у серпні 1715 року.